# Heinrich Lenz
Heinrich Friedrich Emil Lenz (Dorpat, 12 februari 1804 – Rome, 10 februari 1865) was een Baltisch-Duits natuurkundige die vooral bekend is vanwege de naar hem genoemde wet van Lenz die hij in 1833 formuleerde.
Heinrich Lenz werd geboren in Dorpat, het huidige Tartu in Estland. Na het voltooien van zijn middelbareschoolopleiding in 1820 studeerde Lenz natuur- en scheikunde aan de Universiteit van Tartu. Van 1823 tot 1826 nam hij deel aan de derde expeditie rond de wereld van Otto von Kotzebue. Op deze reis bestudeerde hij het klimaat en de fysische eigenschappen van zeewater.
Na de genoemde reis werkte Lenz aan de Universiteit van Sint-Petersburg, in Sint-Petersburg waar hij van 1840 tot 1863 decaan was van de faculteit voor wis- en natuurkunde. In 1831 begon hij zijn studie van het elektromagnetisme, waarbij hij experimenten van Michael Faraday herhaalde en nauwkeurig uitbreidde. Naast de wet die naar hem genoemd is, ontdekte Lenz in 1842 ook onafhankelijk de wet van Joule.
Lenz stierf op 60-jarige leeftijd in Rome na een beroerte.